# Nazionale femminile di rugby a 15 dell'Italia
La nazionale di rugby a 15 femminile dell'Italia è la selezione di rugby a 15 femminile che rappresenta l'Italia in ambito internazionale.
Attiva dal 1985, opera dal 1991 sotto la giurisdizione della Federazione Italiana Rugby e partecipa dal 2007 all'edizione femminile del Sei Nazioni.
Ha anche vinto tre trofei femminili internazionali FIRA, uno dei quali, quello del 2005, valido per l'assegnazione del titolo di campione d'Europa.
Ha disputato 5 edizioni della Coppa del Mondo femminile riportando come miglior piazzamento il raggiungimento dei quarti di finale nell'edizione 2021.
Da gennaio 2025 il commissario tecnico della nazionale è Fabio Roselli, che ha rilevato l'incarico ricoperto dal 2022 al 2024 da Giovanni Raineri.
La squadra non ha un impianto fisso di gioco, anche se in occasione del Sei Nazioni utilizza spesso il "Sergio Lanfranchi" di Parma.
Al 2 dicembre 2024 la squadra occupa la 8ª posizione del ranking World Rugby.

## Storia

### Origini
Alla fine degli anni settanta del XX secolo iniziò a svilupparsi un movimento rugbistico femminile, in Veneto in primis ma a seguire anche in altre piazze come Milano, Roma e Benevento.

Treviso - CUS Milano, primo incontro certificato di rugby femminile in Italia

Le cronache raccontano che il primo incontro ufficiale di rugby femminile in Italia risale all'aprile 1980 a Villorba tra una rappresentativa trevigiana e una del CUS Milano, finita 8 a 4 per le venete; nel 1982 da tali pioniere nacque la sezione femminile del Benetton e successivamente la UISP, nel 1985, prese in carico la gestione del rugby femminile italiano istituendo il primo campionato e, a seguire, l'organizzazione di una squadra nazionale.
Il 22 giugno 1985 lo stadio Nicoletti di Riccione (all'epoca in provincia di Forlì) vide l'esordio della nazionale italiana femminile opposta alle pari categoria della Francia, che tre anni prima aveva, contro i Paesi Bassi, disputato il primo incontro internazionale femminile di sempre.

La formazione italiana che affrontò la a Riccione

L'incontro terminò 0-0 e fu replicato un anno più tardi a Bardos, località francese dei Pirenei Atlantici in cui le transalpine vinsero 12-0; i primi punti vennero nel terzo incontro tra le due vicine, a Roma nel 1987: la Francia vinse 16-4 ma l'Italia mise a segno la sua prima meta di sempre.
Nel 1988 l'Italia partecipò al primo campionato europeo organizzato a Bourg-en-Bresse in Francia dal locale club femminile, il più antico del Paese; oltre alle padrone di casa, le altre due partecipanti furono la Gran Bretagna e i Paesi Bassi; l'Italia giunse ultima con 3 sconfitte su altrettanti incontri.
L'edizione inaugurale di tale campionato, pur significativa per essere la prima competizione per squadre nazionali femminili, non fu mai riconosciuta come ufficiale dalla FIRA e, a seguire, da Rugby Europe.

### L'ingresso nella F.I.R.
Nel 1991 la gestione di tutto il rugby femminile passò alla Federazione che, quindi, oltre al campionato, prese in carico anche la nazionale; il primo impegno che la selezione dovette affrontare fu l'edizione inaugurale della Coppa del Mondo, che si tenne nell'aprile di quello stesso anno in Galles e in cui le Azzurre, dopo avere chiuso il proprio girone all'ultimo posto, furono tra le migliori quattro dopo le semifinaliste per il titolo.
Nel corso di tale torneo, peraltro, giunse anche la prima vittoria della nazionale, un 18-0 alla Svezia nei play-off dei posti tra il quinto e l'ottavo.
L'attività della nazionale andò a rilento (nei primi 15 anni di esistenza, fino a tutto il 2000, disputò solamente 33 incontri ufficiali), ma nel 1995 giunse terza nel campionato europeo organizzato in casa a Treviso, risultato eguagliato un anno più tardi a Madrid in Spagna.
Dopo un'eliminazione al primo turno con sesto posto finale nel 1997, giunse il dodicesimo posto alla Coppa del Mondo di rugby femminile 1998 nei Paesi Bassi.
Giunsero, ancora, piazzamenti nelle retrovie nei campionati a cavallo dei due millenni (due settimi e un ottavo posto tra il 1999 e il 2001) e nel 2002 la prima vittoria, alla Coppa delle Nazioni tenutasi in Veneto in preparazione alla successiva Coppa del Mondo, in cui l'Italia giunse al dodicesimo posto.
Nel 2005 giunse anche la prima vittoria nel campionato europeo che si tenne ad Amburgo in Germania.
Nella successiva Coppa delle Nazioni del 2006 l'Italia guidata da Andrea Cococcetta confermò il titolo vinto l'anno prima.

### L'ammissione al Sei Nazioni
A dicembre 2006 il comitato esecutivo del Sei Nazioni decise di allineare la composizione di tutte le categorie del torneo a quella maggiore maschile, che comprendeva Inghilterra, Galles, Irlanda, Scozia, Francia e Italia; all'epoca l'unica differenza con il torneo femminile era la presenza della Spagna, che il comitato rimpiazzò con l'Italia a partire dal 2007.

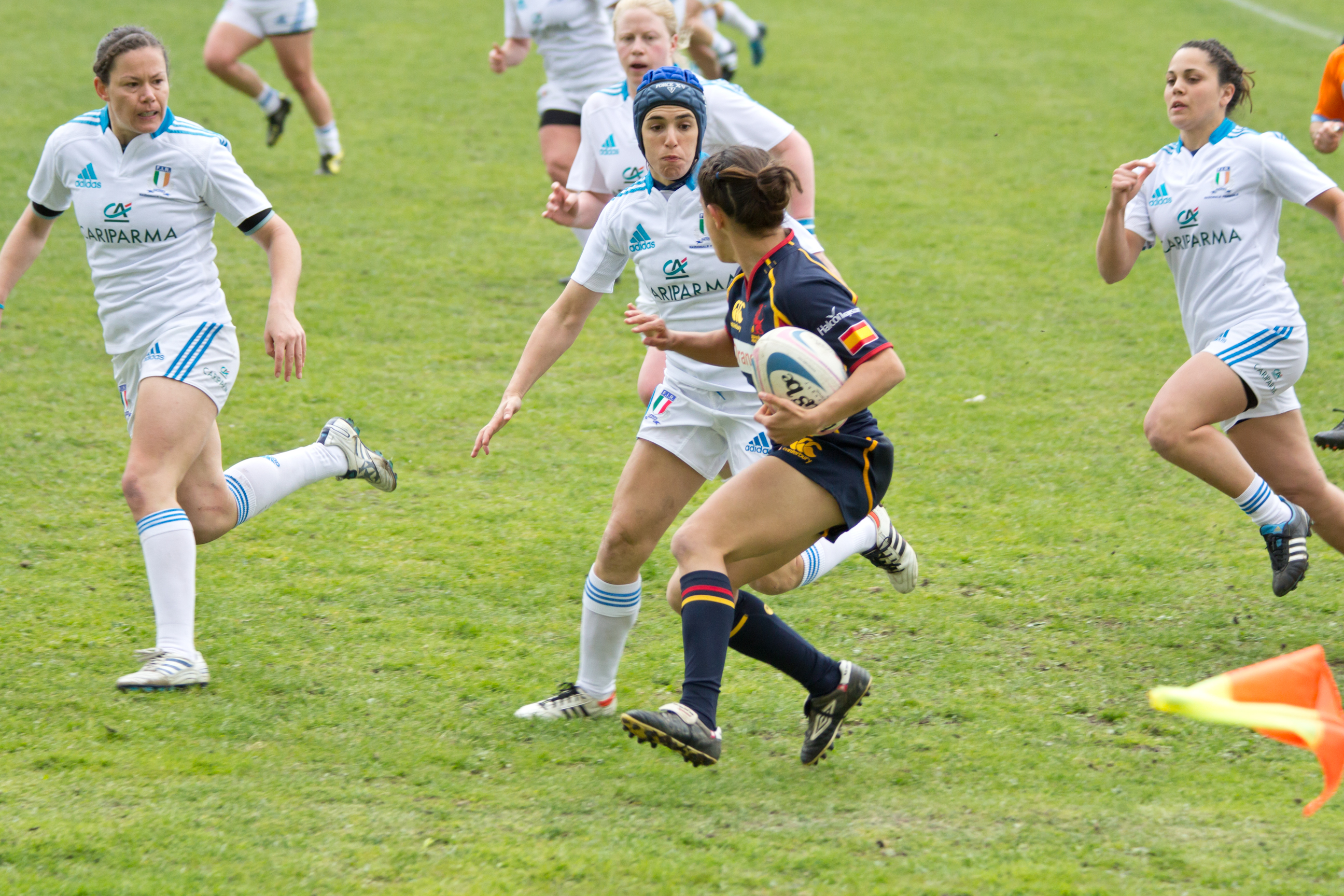
Veronica Schiavon, Maria Diletta Veronese e Maria Grazia Cioffi a Madrid contro la nel 2013

Facendo seguito al whitewash della prima stagione giunse la prima vittoria assoluta nel 2008 contro la Scozia a Mira per 31-10 nell'ultima giornata del torneo.
Il 2010 vide per la prima volta l'Italia conseguire due risultati utili sui cinque incontri del Sei Nazioni: dapprima un pari interno 6-6 a Colleferro contro la Scozia e a seguire la prima vittoria esterna della storia italiana nel torneo, a Bridgend contro il Galles per 19 a 15.
Lo score azzurro migliorò ulteriormente nel 2011 con due vittorie, ancora contro Galles, battuto alla Spezia per 12-8, e Scozia, sconfitta 26-0 a Edimburgo.

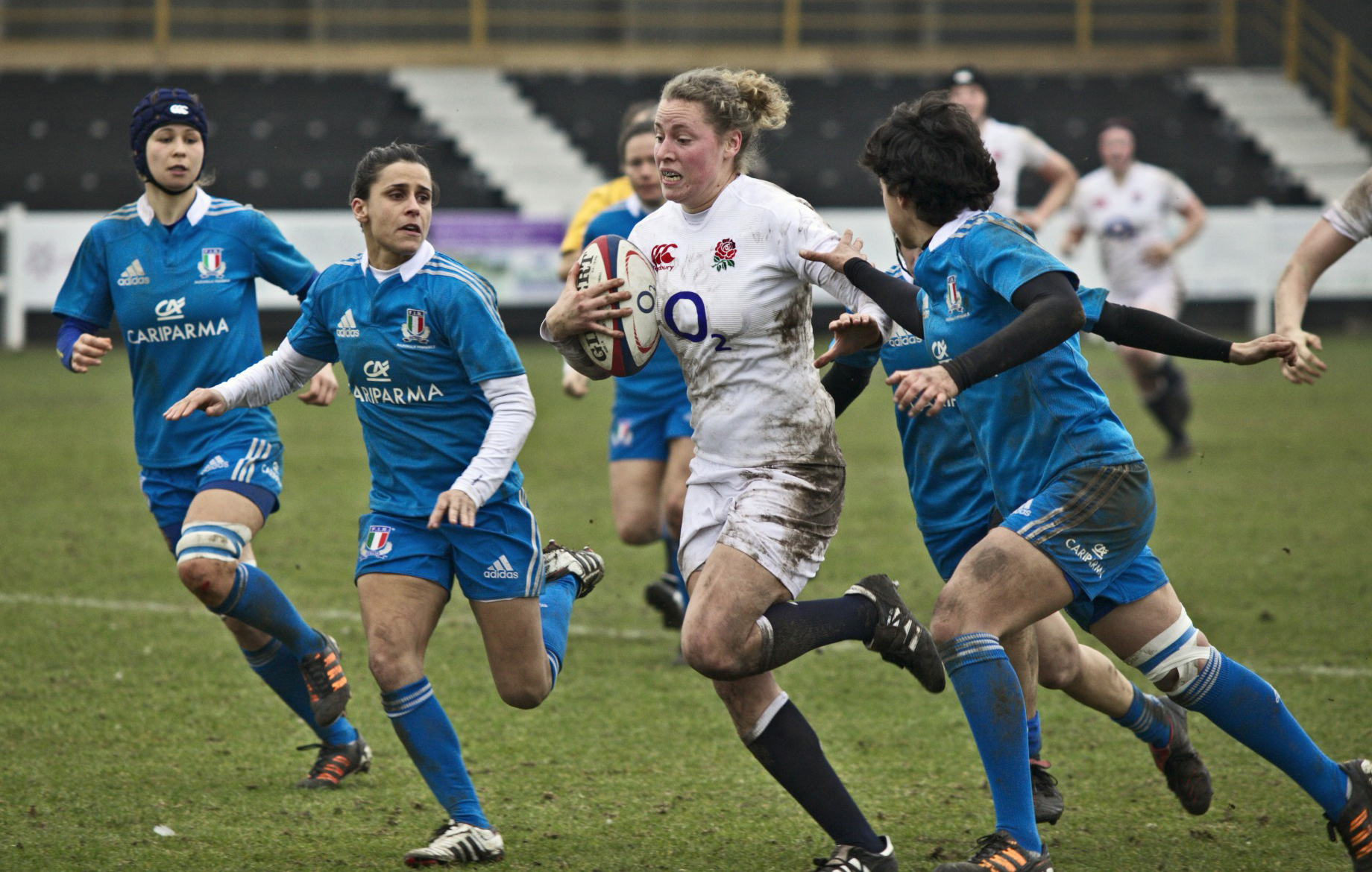
Sei Nazioni 2013 a Hersham: Manuela Furlan (di tre quarti con le maniche nere) contrasta l'inglese Lydia Thompson mentre Cristina Molic e Sara Barattin seguono l'azione

Dopo avere evitato nel 2012 il whitewash battendo di nuovo la Scozia, nel 2013 le Azzurre colsero una delle vittorie più prestigiose, battendo la Francia a Rovato per 13-12 nella gara d'apertura del torneo grazie a un calcio piazzato trasformato a tempo scaduto e, nella seconda giornata, ancora una volta la Scozia per la quarta volta consecutiva, circostanza che proiettò l'Italia alla vetta della classifica con tre gare da giocare (tutte successivamente perse).
Nel 2014 giunsero di nuovo due vittorie, tra cui la replica di quella esterna in Galles di due anni prima; ma fu nel 2015, edizione valida come qualificazione alla Coppa del Mondo di rugby femminile 2017, che l'Italia disputò il suo miglior torneo della sua ancor recente storia nella competizione: dopo due sconfitte iniziali contro Irlanda e Inghilterra, le italiane batterono in sequenza Scozia, Francia e Galles non solo realizzando quindi, con il terzo posto assoluto alle spalle della coppia Irlanda - Francia (che perse il Grande Slam proprio a causa della sconfitta contro le Azzurre), il loro miglior Sei Nazioni fino ad allora, ma anche portandosi alla guida della classifica provvisoria di qualificazione alla rassegna mondiale; nel 2016, con le vittorie di nuovo su Scozia e Galles, l'Italia colse la qualificazione alla Coppa del Mondo a 15 anni di distanza dalla più recente apparizione.
Dopo un inizio 2017 insolitamente (visti i risultati degli anni precedenti) chiuso senza vittorie e con un solo punto di bonus, giunse la partecipazione alla Coppa del Mondo in Irlanda in cui l'Italia, nella fase a gironi, dovette fronteggiare Stati Uniti, Inghilterra e le rivali continentali della Spagna, che già quattro anni prima avevano estromesso le Azzurre dalla qualificazione alla Coppa del 2014.
La fase iniziale del mondiale fu chiusa senza vittorie e l'Italia finì insieme alle iberiche nelle semifinali per i posti tra il nono e il dodicesimo; dopo aver battuto 22-0 il Giappone le Azzurre ritrovarono le rivali nella finale per il nono posto e prevalsero per 20-15, realizzando quindi il loro miglior piazzamento mondiale.

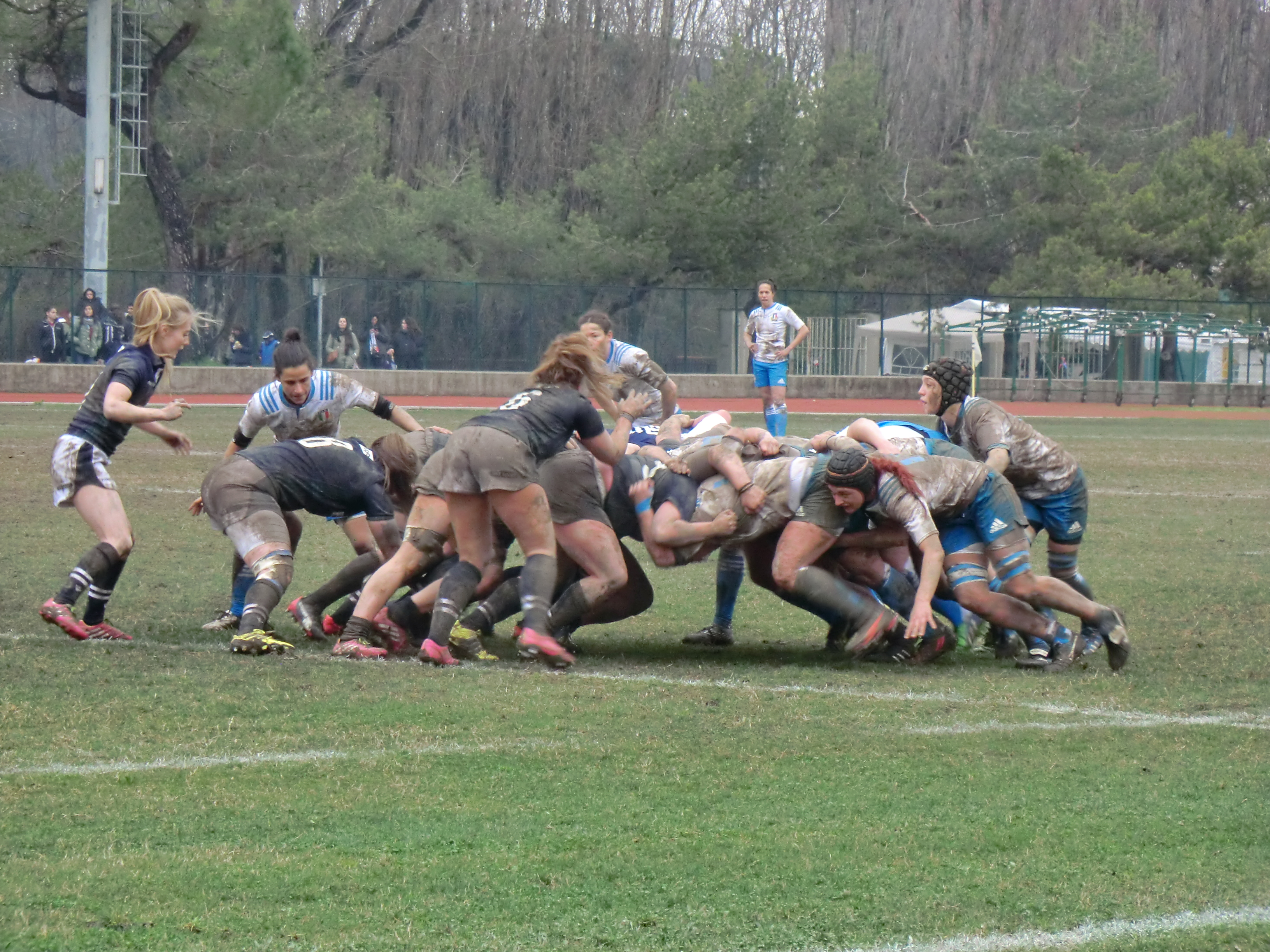
Una fase di Italia – al Sei Nazioni 2016, decisiva per la qualificazione alla

Ancora nel 2018 l'Italia si assicurò due vittorie con bonus (Scozia in casa e Galles fuori, per la prima volta al Millennium Stadium di Cardiff) e chiuse in classifica a pari punteggio con l'Irlanda, terza per la miglior differenza punti fatti/subiti.
Tale risultato fu destinato a essere ulteriormente migliorato nel 2019: dopo un esordio vincente a Glasgow (28-7 alla Scozia con punto di bonus) e un 3-3 interno a Lecce contro il Galles, le Azzurre batterono a Parma l'Irlanda, per la prima volta nel torneo e la seconda assoluta, per 29-27, di nuovo incamerando il bonus e presentandosi a Exeter alla quarta giornata come unica nazionale imbattuta a parte le inglesi avversarie di giornata, che si imposero per 55-0.
Nell'ultima partita a Padova contro la Francia l'Italia vinse 31-12 riuscendo a guadagnare proprio con la quarta meta, e conseguente punto di bonus, la seconda posizione finale a discapito delle transalpine.
La piazza d'onore costituisce, al 2019, il miglior risultato di sempre di una rappresentativa italiana qualsiasi nel torneo.
Nell'occasione della vittoria sulla Francia l'Italia si aggiudicò anche il trofeo Anita Garibaldi, riconoscimento in palio dal 2017 in occasione dell'incontro del Sei Nazioni tra i due Paesi dei versanti opposti delle Alpi.
A causa della pandemia di COVID-19 l'Italia fu una delle squadre che non disputò tutti gli incontri del Sei Nazioni 2020: terminò tale edizione di torneo al quarto posto con una vittoria (contro il Galles) e tre sconfitte, mentre il match contro la Scozia fu annullato; l'anno successivo, con un'estemporanea formula ridotta che prevedeva due gironi da tre squadre ciascuna, l'Italia giunse seconda del proprio raggruppamento e perse la finale per il terzo posto contro l'Irlanda, ma nel settembre successivo si aggiudicò il torneo di qualificazione europea alla Coppa del Mondo 2021 battendo Scozia e Spagna ed eliminando dalla corsa mondiale proprio l'Irlanda dalla quale aveva subito l'unica sconfitta in tale torneo; per le Azzurre fu la seconda qualificazione consecutiva alla Coppa del Mondo nonché la quinta partecipazione di sempre.
Al torneo mondiale, tenutosi con un anno di ritardo per via della pandemia, l'Italia ha sconfitto per la prima volta nella sua storia gli Stati Uniti, ponendo le basi per una storica qualificazione ai play-off, giunta alfine battendo il Giappone nell'ultima partita della fase ai gironi: per la prima volta una nazionale italiana di rugby, di qualsiasi classe di competizione o categoria d'età, si è aggiudicata il passaggio alla fase eliminatoria di una competizione mondiale.
Il torneo delle italiane è terminato con la successiva sconfitta contro la Francia nei quarti di finale.
Dopo la Coppa del Mondo 2021 il C.T. Di Giandomenico ha cessato il suo mandato alla guida della squadra, come già annunciato da prima del torneo, per passare ad altro incarico federale; al suo posto la F.I.R. ha designato Giovanni Raineri, già tecnico presso le accademie giovanili maschili.
Sotto la guida di Raineri l'Italia ha ottenuto la prima vittoria di sempre in casa dell'Irlanda al Sei Nazioni, nonché due secondi posti al WXV nel 2023 e 2024, quest'ultimo idoneo a garantire alle Azzurre la qualificazione alla Coppa del Mondo 2025; a fine 2024 la F.I.R., ritenendo raggiunti gli obiettivi posti a Raineri, lo ha destinato ad altro incarico e ha nominato al suo posto il romano Fabio Roselli, in carica dal 1º gennaio 2025.

## Colori e simboli delle uniformi
La maglia della nazionale, come gran parte delle tenute degli sportivi che rappresentano l'Italia a livello internazionale, è azzurra, anche se la tonalità è spesso variata nel corso degli anni.
Il disegno e il fornitore delle uniformi da gioco è lo stesso di quella maschile, ovvero la bolognese Macron, che ha un accordo di sponsorizzazione tecnica di 8 anni con la Federazione Italiana Rugby dal 1º luglio 2017 al 30 giugno 2025.
In precedenza, dal 2012 al 2017, lo sponsor tecnico della nazionale femminile fu la tedesca Adidas, che forniva equipaggiamento a tutte le selezioni nazionali italiane.
Prima dell'unificazione degli sponsor tecnici nel 2012 la nazionale femminile vestiva equipaggiamento Gilbert e lo scudetto federale presentava, sul campo bianco, una lettera f nera minuscola in stile di scrittura a mano, mentre la nazionale maschile era rifornita da Kappa.
La prima maglietta vestita dalle atlete italiane nel 1985 fu completamente bianca per doveri di ospitalità, dovendo ricevere a Riccione la Francia: a produrla fu la citata Adidas e lo stemma, non essendo all'epoca la nazionale ancora ufficialmente sotto giurisdizione F.I.R., fu un generico scudetto tricolore sovrastato dalla scritta ITALIA in lettere d'oro su campo azzurro Savoia; già qualche anno più tardi, alla Coppa del Mondo di rugby femminile 1991, la maglietta riportò le insegne federali sullo scudetto invece del generico nome ITALIA.

## Palmarès
- Coppa delle Nazioni: 2
2002, 2006
- Campionati europei: 1
2005

## Statistiche
A ottobre 2022 la giocatrice con il maggior numero di presenze internazionali per l'Italia è la trevigiana Sara Barattin (1986-), esordiente in azzurro il 7 aprile 2005, che detiene tale primato dalla quarta partita del Sei Nazioni 2019 a Exeter contro l'Inghilterra, nel corso della quale totalizzò la sua ottantottesima presenza.
Barattin, nel frattempo attestatasi a 111 presenze dopo la Coppa del Mondo 2021, batté il precedente record di Michela Tondinelli (1975-), che tra il 18 marzo 1990 e il 27 aprile 2013, aveva totalizzato 87 incontri.
Relativamente invece alle marcature, Veronica Schiavon è la miglior realizzatrice della nazionale con 383 punti nell'arco di una carriera internazionale durata 15 anni, dalla coppa delle Nazioni 2002 alla Coppa del Mondo di rugby femminile 2017.
L'esordio della nazionale nel 1985 contro la Francia fu un pareggio, risultato che a livello di full international l'Italia ottenne solo in altre due occasioni, il citato 6-6 contro la Scozia e il più recente 3-3 a Lecce contro il Galles nella seconda giornata del Sei Nazioni 2019; la sua vittoria più netta, invece, risale alla semifinale del vittorioso campionato europeo del 2005, in cui la Germania fu battuta 52-0 con otto mete, sei delle quali trasformate.
All'Inghilterra sono legati i due peggiori passivi dell'Italia: nel corso del Sei Nazioni 2008 a Roma quello relativo al maggior numero di punti subìti (6-76, 12 mete inglesi di cui 8 trasformate) nonché, per 14 anni, sconfitta con il maggiore scarto; nella seconda giornata del Sei Nazioni 2022 a Parma, invece, una sconfitta per 0-74, nuovo record negativo frutto, di nuovo, di 12 mete ma con 7 trasformazioni.
L'avversario incontrato più frequentemente è la Francia, che nel 1985 tenne a battesimo le Azzurre: fino al 2022 le due formazioni si sono incontrate 24 volte e l'Italia ha vinto tre volte - la prima nel 2013 - e pareggiato una, la citata gara d'esordio del 1985.

## Commissari tecnici
- Mariano Ganga (1985-?)
- Andrea Fabbri (1991)
- Mario Schiavon (?-?)
- Roberto Esposito (?-1998)
- Giuseppe Zanatta (1998-2002)
- Andrea Cococcetta (2002-2007)
- Gianfranco Ermolli (2007-2009)
- Andrea Di Giandomenico (2009-2022)
- Giovanni Raineri (2022-2024)
- Fabio Roselli (2025-)